# Escut d'Orís

Escut oficial d'Orís

L'escut d'Orís representa els símbols tradicionals del municipi d'Orís (Osona): el castell d'Orís i les armes dels Orís, senyors del castell.

## Escut heràldic
L'escut té el següent blasonament oficial:
| « | Escut caironat: de gules, un castell obert i embanderolat d'or amb l'estendard dels Orís (de gules, una petxina d'argent; bordura componada d'or i de sable), sumat a un mont de sable movent de la punta i acompanyat de 2 petxines d'argent, una a cada costat. Per timbre una corona de marquès. | » |

Va ser aprovat el 24 de maig de 1984 i publicat al DOGC l'11 de juliol del mateix any amb el número 451.
L'escut representa el castell del poble dalt d'un turó, i dues petxines provinents de les armes dels Orís, senyors del castell (les armes senceres estan reproduïdes a la bandera que voleia sobre el castell). Els esmalts de l'escut: gules, sable, argent i or, són també els d'aquestes armories. La corona de marquès al·ludeix al fet que els Orís van esdevenir barons del poble el 1396, i més tard marquesos el 1711, sota la persona de Carles d'Orís i de Vallgornera, actualment marquesat d'Orís.
En el turó del castell s'han trobat fòssils que antigament es van interpretar com a petxines i va córrer la llegenda que sant Jaume s'havia hostatjat en el castell.

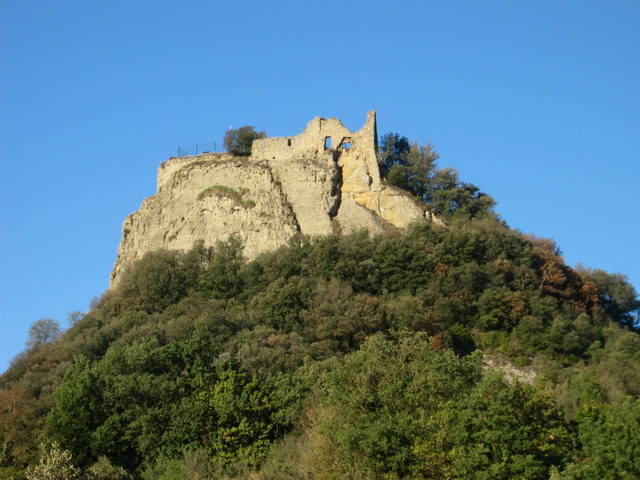
Ruïnes de l'antic castell
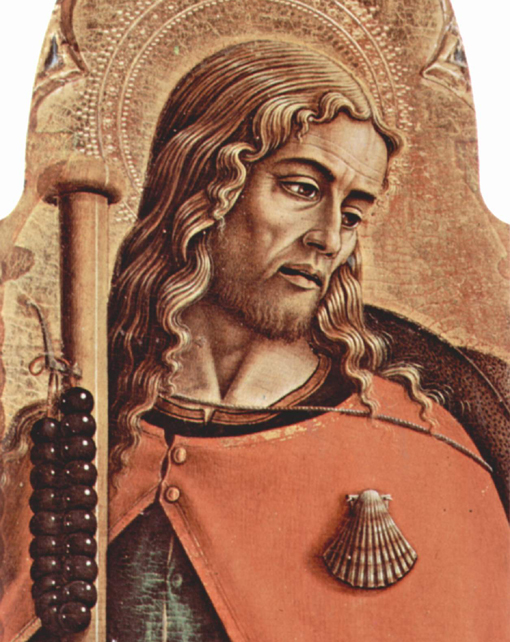
Sant Jaume representat amb la petxina

## Bandera d'Orís
La bandera d'Orís està extreta de l'escut. Té la següent descripció oficial:
| « | Bandera apaïsada, de proporcions dos d'alt per tres de llarg, vermella, amb una de les petxines blanques de l'escut, d'alçària 3/5 de la del drap, i amplària 11/30 de la llargària del mateix drap, al centre, i amb una bordura de 36 peces quadrades grogues i negres alternades. | » |

El Ple de l'Ajuntament d'Orís va adoptar l'acord d'aprovar la bandera municipal el 9 de desembre de 2003. La Generalitat va donar conformitat a l'acord el 29 de gener de 2004 i publicà la resolució d'aprovació al DOGC número 4076 el 23 de febrer del mateix any.